# Isodontia aurifrons
Isodontia aurifrons là một loài côn trùng cánh màng trong họ Sphecidae, thuộc chi Isodontia. Loài này được F. Smith miêu tả khoa học đầu tiên năm 1859.